# RMS Queen Mary
RMS Queen Mary é um transatlântico aposentado da Cunard Line (conhecido como Cunard-White Star quando o navio entrou em serviço). Navegou pelo Atlântico Norte no período de 1936 a 1967.

## Construção e nomeação
Com o lançamento das embarcações alemãs Bremen e Europa, o Reino Unido não queria ficar para trás na corrida transatlântica. A White Star Line encomendou o RMMV Oceanic em 1928, enquanto a Cunard planejou um navio de 75 mil toneladas ainda sem nome.

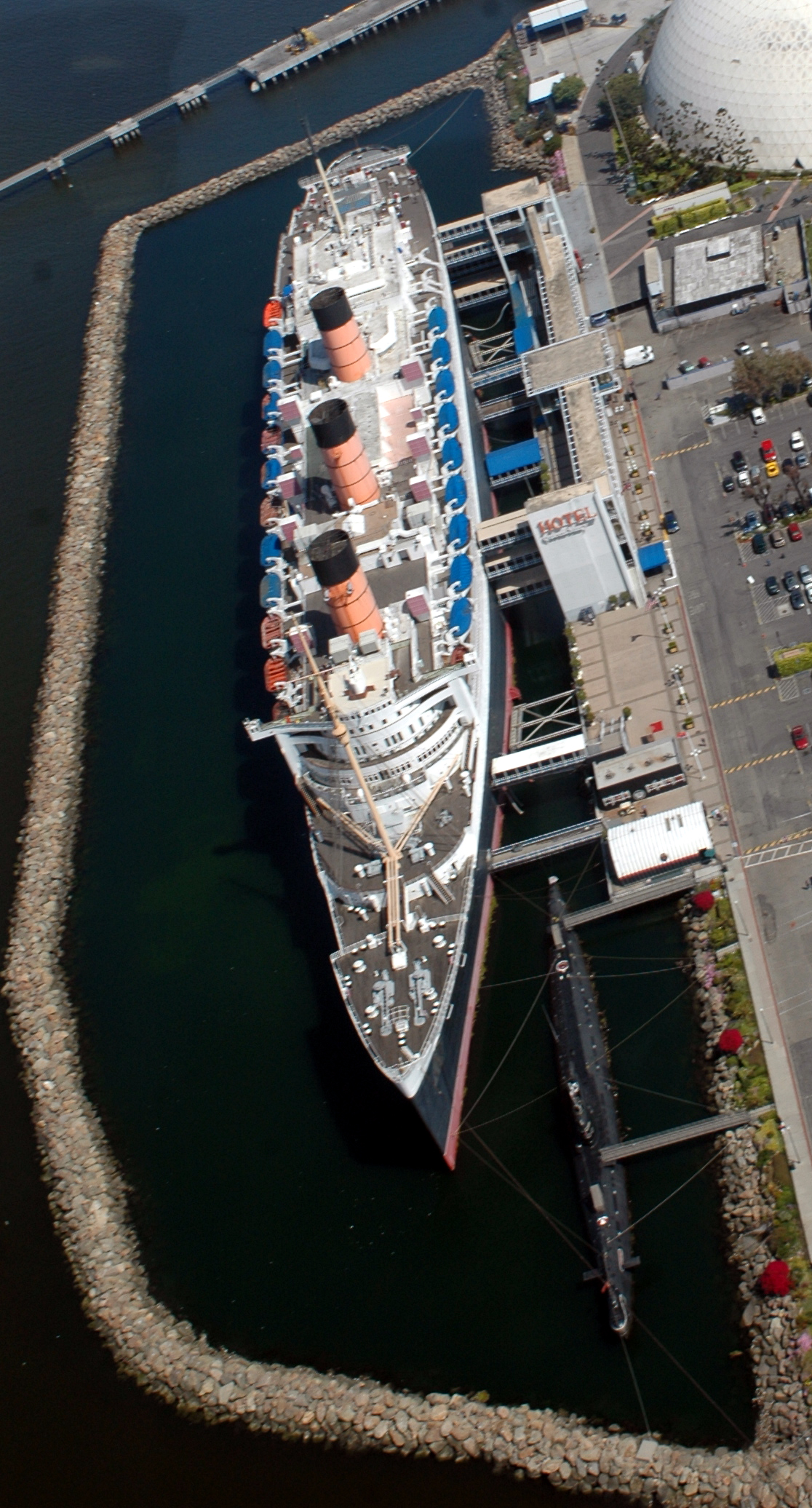
Vista aérea do Queen Mary ancorado em Long Beach em 2008.

A construção do navio, então conhecido apenas como "casco número 534", começou em dezembro de 1930 sobre o Rio Clyde nos estaleiros da John Brown & Company na Escócia. As obras foram interrompidas em dezembro de 1931 devido à Grande Depressão, com a Cunard solicitando ao governo britânico um empréstimo para completar o 534. O empréstimo foi concebido, com verba suficiente para completar o navio inacabado e ainda construir um companheiro de chapa, com a intenção de fornecer o serviço semanal para Nova Iorque com apenas dois navios.
Uma condição exigida pelo governo era a fusão entre a Cunard e a White Star, sua principal concorrente na época e que fora forçada a cancelar a construção do Oceanic devido a depressão. Ambas as companhias concordaram e a fusão foi concluída em 10 de maio de 1934. As obras sobre o Queen Mary foram retomadas imediatamente e seu lançamento ocorreu em 26 de setembro do mesmo ano. Grande parte do interior do navio foi projetada e construída pela Bromsgrove Guild. Antes do lançamento, o Rio Clyde teve que ser aprofundado para lidar com seu tamanho, sendo este realizado pelo engenheiro D. Alan Stevenson.
Ele foi nomeado em homenagem a rainha Maria de Teck, consorte do Rei Jorge V. Até seu lançamento, o nome da embarcação foi mantido em segredo. Diz a lenda que a Cunard pretendia nomear o navio como Victoria para manter a tradição de dar nomes que terminem em "ia", mas após os representantes da empresa pedirem permissão ao rei para batizar o transatlântico em nome da "maior rainha" britânica, ele respondeu que sua esposa, a Maria de Teck, ficaria encantada. E assim, segundo a lenda, a delegação não teve outra escolha senão relatar que o número 534 seria chamado de Queen Mary.
Esta história, no entanto, foi negada pelos funcionários da empresa. Tradicionalmente, os nomes de soberanos eram usados apenas em navios importantes da Marinha Real. O nome também poderia ter sido decidido como um compromisso entre a Cunard e White Star, já que ambas as companhias tinham tradições de usar nomes que terminavam em "ia" e "ic", respectivamente.
O nome já havia sido registrado por um navio a vapor, TS Queen Mary; a Cunard então fez um acordo com seus proprietários e este navio mais antigo foi renomeado para Queen Mary II.

## História (1934-1939)
Já havia um navio a vapor chamado TS Queen Mary, mas a Cunard-White Star chegou a um acordo com os proprietários, para que o navio deles fosse renomeado como "TS Queen Mary II". Em seu lançamento ao mar, o Queen Mary foi apoiado por dezoito caldeias de arrasto.
Quando partiu em sua viagem inaugural de Southampton na Inglaterra no dia 27 de maio de 1936, ele era comandado por "Sir Edgar T. Britten, que tinha sido o capitão designado para a Cunard White Star, enquanto o navio estava em construção, no estaleiro John Brown. Queen Mary tinha uma arqueação bruta (GT) de 80 774, enquanto o seu rival, SS Normandie tinha 79 280 toneladas, tinha sido modificado no inverno anterior para aumentar o seu tamanho para 83 243 GT (um salão de turismo fechado foi construído sobre uma plataforma), e portanto, manteve o título de maior transatlântico. Queen Mary partiu em alta velocidade para a maior parte de sua viagem inaugural para Nova York, até que uma forte neblina obrigou uma redução de velocidade no último dia de travessia.
O projeto do Queen Mary foi criticado por ser muito tradicional, especialmente quando o casco do Normandie foi revolucionário com um cortador em forma, com arco aerodinâmico. Exceto a sua popa, ela parecia ser uma versão ampliada de seus antecessores da Cunard na Pré Primeira Guerra Mundial. No entanto, Queen Mary provou ser o navio mais popular do que o seu maior rival, em termos de passageiros transportados.
Em agosto de 1936 o Queen Mary venceu a Blue Riband de Normandie, com velocidades médias de 30,14 nós (55,82 km/h) no sentido oeste e 30,63 nós (56,73 km/h) no sentido leste. Normandie foi reequipado com um novo conjunto de hélices, e em 1937 recuperou a honra, mas em 1938 Queen Mary levou de volta o prêmio, com velocidades médias de 30,99 nós (57,39 km/h) no sentido oeste e 31,69 nós (58,69 km/h) no sentido leste, os registros que estavam, até que perdeu para os Estados Unidos em 1952.

## Segunda Guerra Mundial

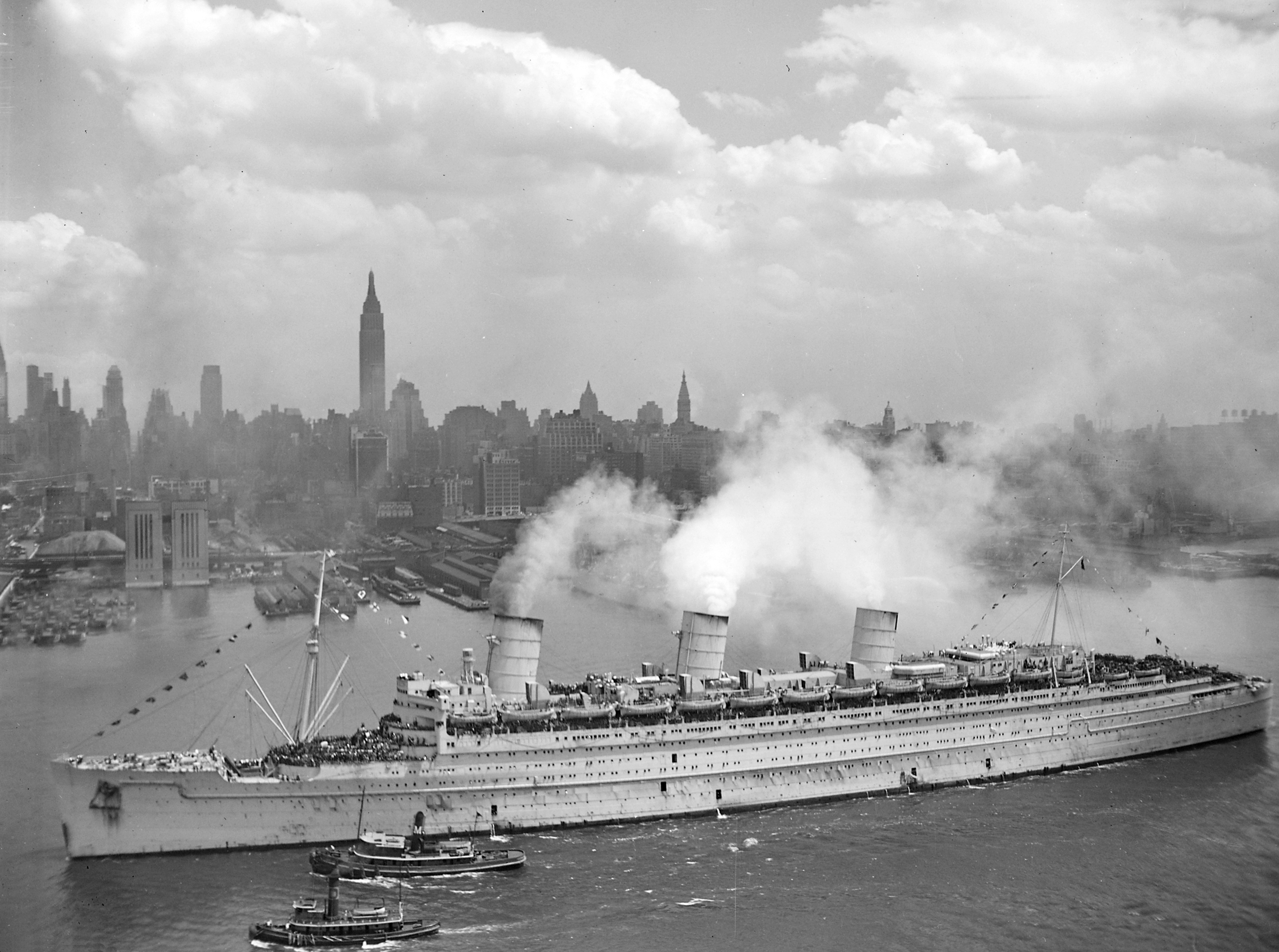
Queen Mary chegando em Nova York com milhares de soldados norte-americanos

No final de agosto em 1939, Queen Mary estava em um prazo de retorno de Nova York para Southampton. A situação levou a ser escoltado pelo cruzador de batalha HMS Hood. Ele chegou com segurança, e partiu novamente para Nova York, em 1 de setembro. Até o momento em que a Segunda Guerra Mundial tinha começado e ele foi condenado a permanecer no Porto ao lado de Normandie, a espera de um novo aviso. Em março de 1940, Queen Mary e o Normandie se juntaram em Nova York, junto com seu navio-irmão, o Queen Elizabeth. Os três maiores navios do mundo (da época) ficaram parados por um bom tempo, até que seus comandantes decidiram que todos os três navios poderiam ser usados como tropas (Normandie pegou fogo e foi destruído durante sua conversão como Navio de Tropas). Queen Mary deixou Nova Iorque para se dirigir a Sydney na Austrália, onde, juntamente com vários outros navios, foi convertido como navio de tropas para transportar soldados australianos e neozelandeses para o Reino Unido.
Na conversão, seu casco, superestrutura e funis foram pintadas de cinza-marinho. Como resultado de sua nova cor e em combinação com sua grande velocidade, se tornou conhecido como "Fantasma Cinzento". Para proteger o navio contra minas magnéticas, uma bobina de desmagnetização foi montada em torno do exterior do casco. No interior, mobiliário e decoração da cabine, foram removidos e substituídos com beliches de madeira de três camadas (que mais tarde foram substituídos por beliches pessoas em pé). Seis quilômetros de carpete, 220 casos de porcelana, tapeçarias e pinturas foram retiradas e armazenamentos em armazéns para a duração da guerra. A madeira nas cabines, sala de jantar da Primeira Classe e outras áreas públicas foram cobertas com couro. O Queen Mary e o Queen Elizabeth foram os maiores e mais rápidos navios de tropas envolvidos na guerra, muitas vezes levando até 15 mil homens em uma única viagem, e muitas vezes viajava para fora do comboio e sem escolta. Sua alta velocidade tornou difícil para os Submarinos pegá-los.
Em 2 de outubro de 1942 o Queen Mary acidentalmente afundou um de seus navios de escolta, cortando o casco do Cruzador HMS Curacoa ao largo da costa irlandesa com uma perda de 239 vidas. Queen Mary levava milhares de americanos para se juntarem as forças aliadas na Europa. Devido aos riscos de de ataque de submarinos, Queen Mary, estava sob as ordens de não parar em qualquer circunstância.
Em dezembro de 1942, Queen Mary transportava 16082 soldados norte-americanos de Nova Iorque para a Grã-Bretanha. Durante esta viagem, foi subitamente atingido por uma onda gigantesca que pode ter atingido uma altura de 28 metros (92 pés). O pai de Carter, Dr. Norval Carter, a bordo na época, escreveu que em dado ponto "o maldito virou.....em um momento, o deck estava no auge de costume, e em seguida, SWOOM! "Calculou-se mais tarde que o navio rolou 52 graus, e se teria virado ele rolou mais 3 graus. O incidente inspirou Paul Gallico a escrever sua história, The Poseidon Adventure, que mais tarde foi transformado em um filme com o mesmo nome, no qual o SS Poseidon é virado de cabeça para baixo e a história segue dos passageiros tentando escapar.
O Queen Mary também foi usado em outros filmes como, primeiro foi usado como o navio  RMS Titanic no filme de televisão S.O.S. Titanic, e foi usado como SS Titanic ll no filme Titanic II.
Durante a guerra, Queen Mary realizou o primeiro-ministro britânico através do Atlântico para reuniões com colegas das Forças Aliadas em diversas ocasiões.

## Depois da Segunda Guerra Mundial e Aposentadoria

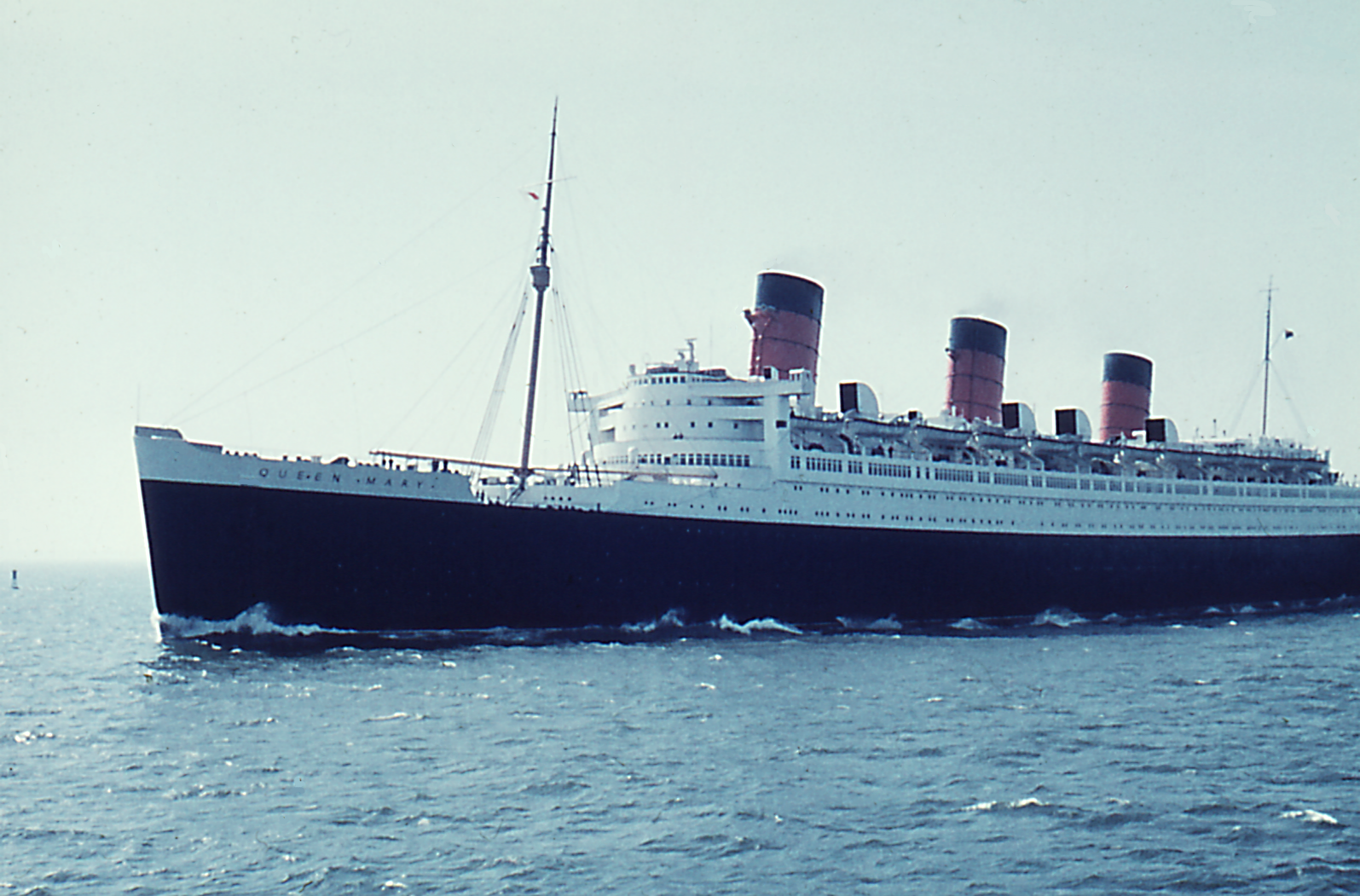
Queen Mary no Mar do Norte em 1959

De setembro de 1946 a julho de 1947, Queen Mary foi reformado para o serviço de passageiros, acrescentando ar condicionado e atualizar sua configuração para 711 da Primeira Classe, 707 da Classe da Cabine e 577 passageiros da Classe Turística. Na sequência de reequipamento, Queen Mary e o Queen Elizabeth dominaram o comércio transatlântico de passageiros, como de dois navios de serviço semanal da Cunard White Star por meio da segunda metade da década de 1940 e também em 1950. Eles provaram altamente rentável para a Cunard, mas em 1958, o primeiro voo transatlântico por um jato começou uma era completamente nova da concorrência para a Cunard Queens. Em algumas viagens, em invernos especialmente, Queen Mary navegou em porto com mais tripulação de passageiros, apesar de tanto ele como o Queen Elizabeth ainda em uma média de mais de mil passageiros por cruzar para o meio de 1960.

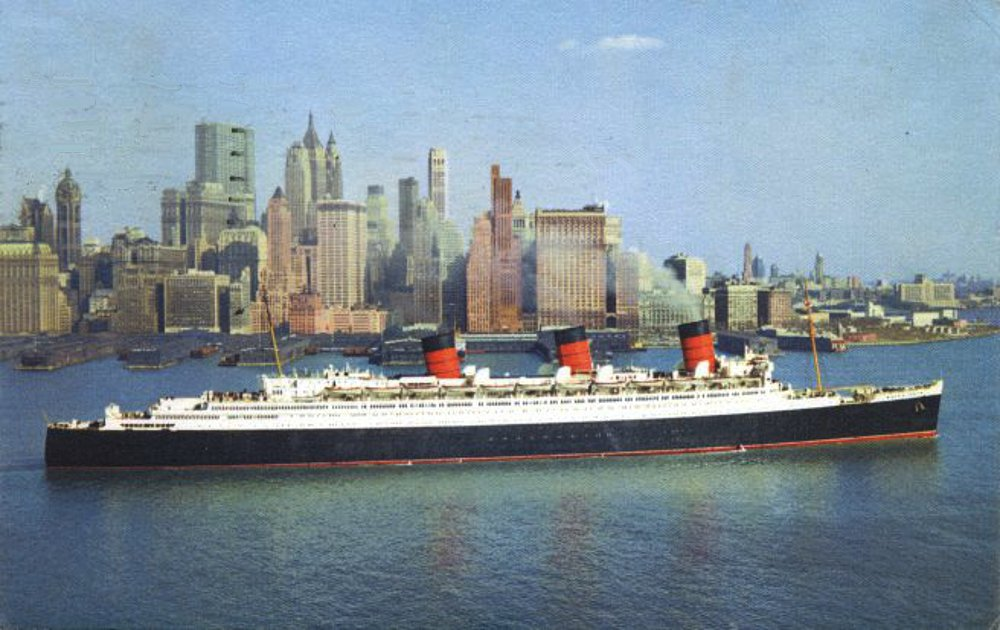
Queen Mary em Nova Iorque em 1961

Em 1965, toda a frota da Cunard estavam operando em uma perda. Com a esperança de continuar a financiar o seu ainda, em construção o Queen Elizabeth 2 da Cunard, hipotecando a maior parte da frota. Finalmente, de acordo com a combinação de idade, a falta de interesse público, a ineficiência em um mercado novo. Cunard anunciou, que tanto o Queen Mary quando o Queen Elizabeth seriam retirados de serviço e estavam a ser vendidos. Muitas ofertas foram submetidos, e a oferta de US$ 3,45 m/1,2 milhões de Long Beach, na Califórnia. Queen Mary foi retirado de serviço em 1967. Em 27 de setembro, ele havia completado sua milésima e última travessia no Atlântico Norte, tendo realizado mais de 2 112 000 passageiros e 37 922,27 milhas (6 102 998 Km). Sob comando do capitão John Treasure Jones, que tinha sido seu capitão desde 1965, ele partiu de Southampton pela última vez em 31 de outubro com 1 093 passageiros e 806 tripulantes. Depois de uma viagem épica ao redor do Cabo Horn, chegou a Long Beach no dia 9 de dezembro. O Queen Elizabeth foi  retirado em 1968 e o Queen Elizabeth 2 assumiu a rota transatlântica em 1969.

## Queen Mary, em Long Beach
Depois de sua aposentadoria, em 1967, Queen Mary seguiu para Long Beach na Califórnia, onde ele está permanentemente ancorado como atração turística, hotel, museu e eventos.
Desde quando a perfuração de petróleo começou no porto de Long Beach, alguma das receitas tinham sido posta do lado no Fundo do Petróleo Tidelands. Parte deste dinheiro foi destinado em 1958 para uma compra futura de um museu marítimo para Long Beach.

### Queen Mary como atração turística
Em 8 de maio de 1971 o Queen Mary abriu as suas portas aos turistas. Inicialmente, apenas algumas partes do Navio estavam abertas ao público, como restaurantes especiais e ainda teve que abrir seus restaurantes e locais de PSA, e não tinha concluído o trabalho de conversão originais das cabines da primeira classe do navio para o hotel. Como resultado, o navio estava aberto apenas aos fins de semana.

### Encontro entre Queen Mary e Queen Mary 2

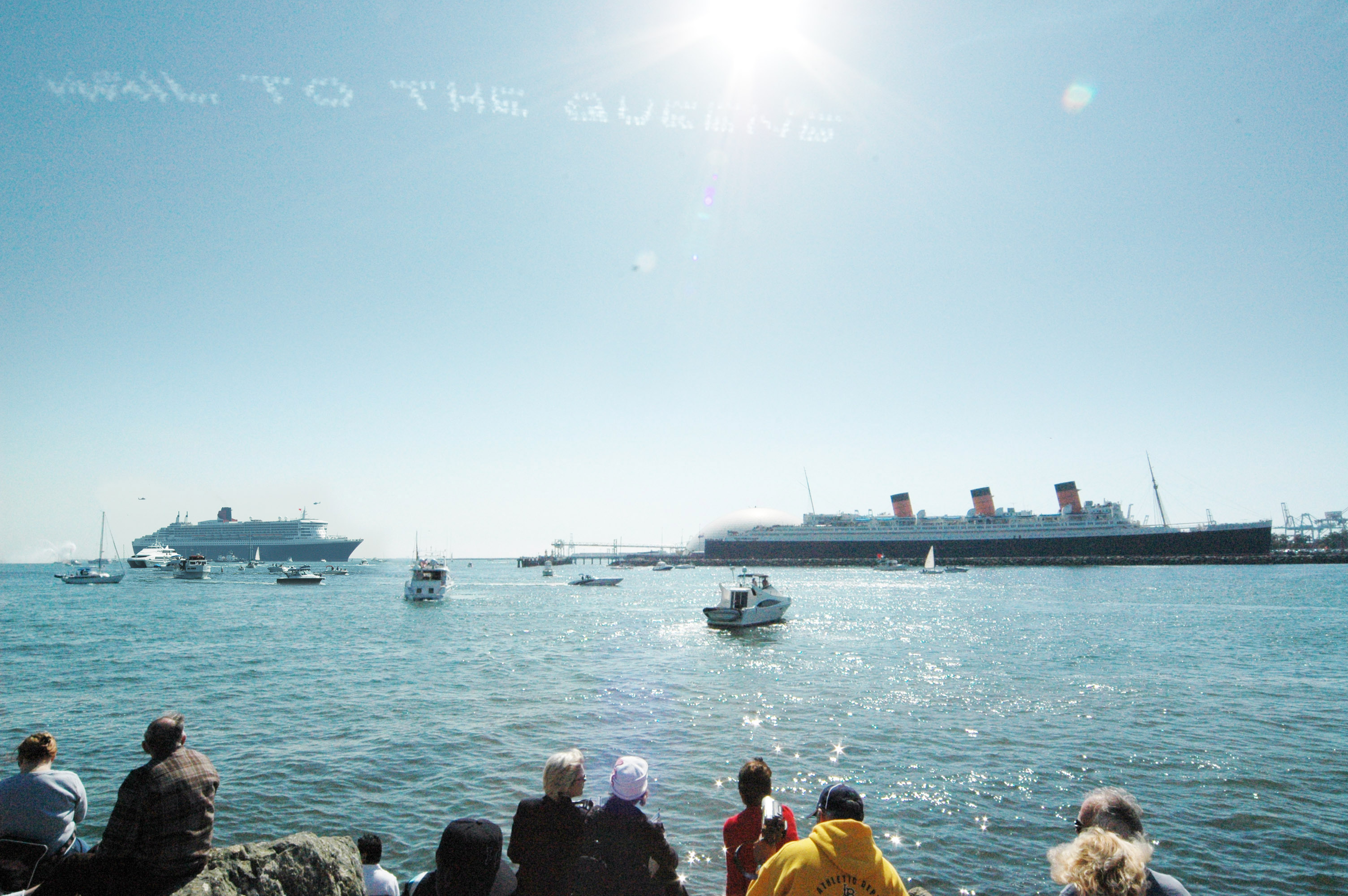
Queen Mary e Queen Mary 2 em uma reunião em Long Beach, Califórnia

Em 23 de fevereiro de 2006, o RMS Queen Mary 2 saudou o seu Navio antecessor (que no caso é o Queen Mary), como ele fez um porto de escala em Los Angeles. Em março de 2011, Queen Mary foi saudado pelo MS Queen Victoria, enquanto fogos de artifício foram soltos, e em março de 2013, o MS Queen Elizabeth também fez uma saudação enquanto havia fogos de artifício nessa época também.
A saudação foi realizada com o Queen Mary respondendo o RMS Queen Mary 2 com uma buzina de ar, buzinando com sua combinação de dois chifres novo e um original usado em 1934, que foi emprestado pela Cidade de Long Beach. Queen Mary originalmente tinha três assobios afinados para 55 Hz, a frequência escolhida baixo, pois o som extremamente alto seria doloroso para os ouvidos humanos. Tradicionalmente, quanto menor a frequência, maior o navio. Queen Mary 2, sendo 345 metros (1 132 pés) de comprimento, foi dada a menor possível frequência (70 Hz) para os seus apitos de regulação.